# Wasserschloss Parz

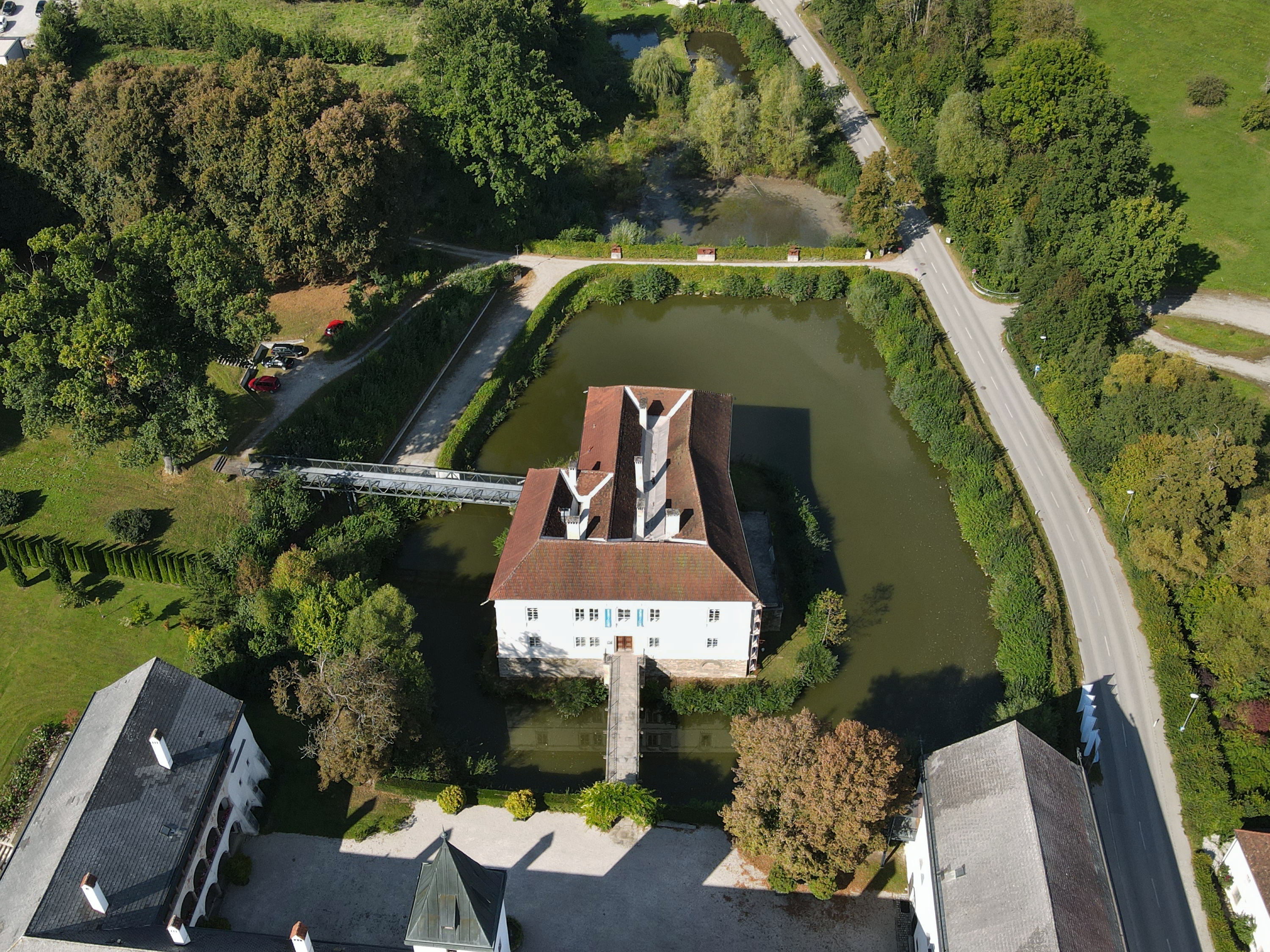
Wasserschloss Parz und im Vordergrund Teile des Landschlosses

Das Wasserschloss Parz befindet sich in der Ortschaft Parz der oberösterreichischen Stadt Grieskirchen. Unmittelbar bei dem Wasserschloss befindet sich das wesentlich größere Landschloss Parz.

## Geschichte
Der Vorgängerbau war eine Wasserburg, deren Entstehungszeitraum unbekannt ist. Urkundlich wurde sie 1220 mit Wernhart dem Lehrbühler erwähnt. Von den Lehrbühlern (Lehrböllern) kam es 1393 an die Jörger (von Tollet), 1400 an die Oberhaimer, dann die Pirchinger. 1514 kam die Herrschaft Parz und somit auch die Wasserburg in den Besitz von Sigmund Ludwig von Pollheim. Dieser baute direkt benachbart das neue große Landschloss.
Um 1800 wurde das Gebäude großteils neu errichtet, und es sind nur mehr Reste der ehemaligen Wasserburg vorhanden. Das Landschloss diente forthin als Beamtenwohnung.
Wegen des desolaten Bauzustandes stand es zwischen 1946 und 1963 leer. Dann wurde es von der Künstlergruppe um Hans Hoffmann-Ybbs gemietet, die es zu einem Künstlerzentrum ausbaute, welches bis 1998 betrieben wurde.
Das Wasserschloss ist im Eigentum von Georg Spiegelfeld-Schneeburg, der es 2007 an die Betreiber des Restaurants Castelvecchio und an die Galerieinhaber der Galerie Schloss Parz vermietete (s. u.). Im Frühjahr 2010 bot er die Anlage um 3,2 Mio. Euro zum Verkauf an.

### Galerie Schloss Parz
In den 1960er Jahren etablierten der Maler Hans Hoffmann-Ybbs und seine Lebensgefährtin Charlotte Buck im Wasserschloss ein kulturelles Zentrum mit reger Ausstellungstätigkeit. Die heutige Galerie Schloss Parz sieht sich in der Nachfolge dieses Künstlerzentrums. Gegründet im Jahr 2007 von der Goldschmiedin Jacinta Maria Mössenböck und ihrem Bruder, dem Kunstschmied Laurenz Pöttinger, entwickelte die Galerie seither eine rege Ausstellungstätigkeit mit auch international bekannten Künstlern, wie z. B. Franz Josef Altenburg, Christian Ludwig Attersee, Gunter Damisch, Marga Persson, Hubert Schmalix, Ulrich Waibel, Erwin Wurm oder Othmar Zechyr. Die Galerieräume liegen im ersten Stock des Schlosses.

## Bildergalerie

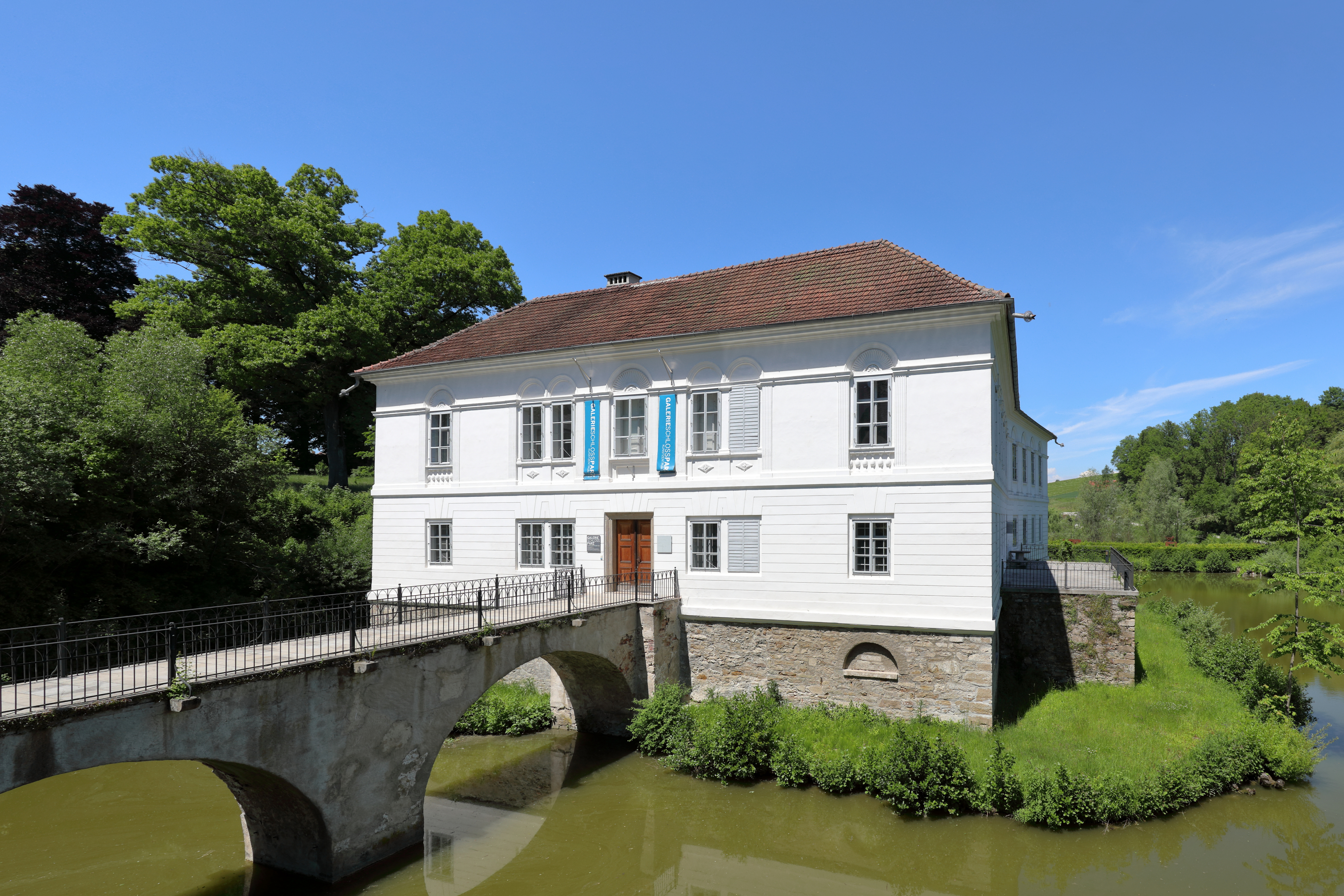
Wasserschloss Parz – Südostseite
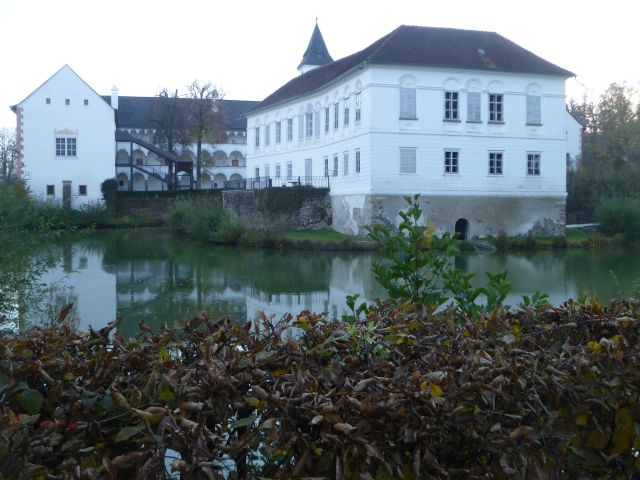
Wasserschloss Parz – Nordseite mit Schloss Parz im Hintergrund
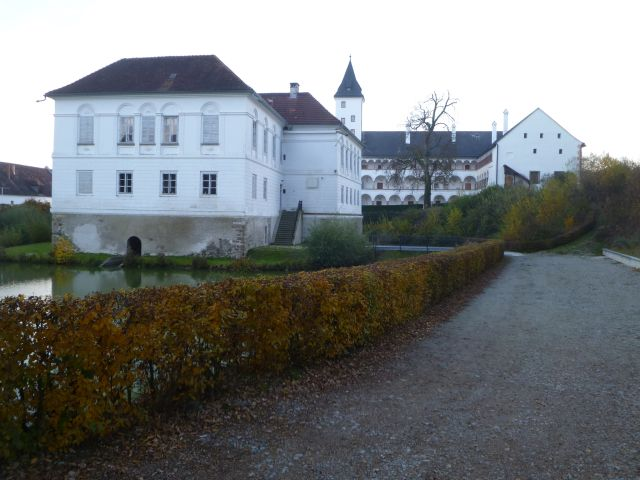
Wasserschloss Parz – Westseite